# Atarneo
Atarneo (griego antiguo Ἀταρνεύς) es una antigua polis de la región de Eólida, situada en Misia, en la costa oeste de Anatolia. La isla de Lesbos está enfrente. La localidad actual más próxima es la ciudad turca de Dikili. 
Es mencionada en tiempos de la Antigua Grecia, en particular en la biografía de Aristóteles.

## Geografía
El topónimo es Ἀταρνεύς, ὁ. El gentilicio es Ἀταρνείτης Atarneites. Es llamada polis en el sentido urbano del término en el Periplo de Pseudo Escílax 98; y en el sentido político figura en un tratado de mediados del siglo IV a. C. entre Hermias de Atarneo y Eritras.
El territorio es llamado Ἀταρνείτις χώρη en Heródoto.
La llanura del río Caico se hallaba a unos 20 km al sursureste de Atarneo. La comarca era cerealística.

## Historia
Estrabón dice que las riquezas del rey Creso procedían de además de las minas de Lidia, de las de una ciudad desierta situada en el territorio comprendido entre Atarneo y Pérgamo, que en tiempos del geógrafo griego ya no estaban en uso.
La ciudad fue propiedad de los quiotas hasta el año 398 a. C. Jenofonte narra cómo el general espartano, Dercílidas, se la arrebató a los quiotas tras ocho meses de asedio. Los habitantes de la isla de Quíos, que tenía sobrepoblación, cosechaban el trigo de Atarneo.
Casi un siglo antes, en la primavera del 493 a. C., Histieo de Mileto se trasladó con sus tropas desde Lesbos a  Atarneo, donde como pasaban hambre recolectaron trigo. El general persa Harpago al frente de un numeroso ejército salió al paso de la expedición de Histieo, mientras se estaba aprovisionando de trigo en la llanura del Caico. En la batalla que tuvo lugar en el territorio de Atarneo, en la población de Malene, el milesio cayó prisionero y fue conducido a Sardes, donde sufrió empalamiento por orden de Harpago.
Según Diodoro Sículo los quiotas que regresaron de su exilio en 409 a. C., expulsaron a sus adversarios políticos. Establecieron su base en Atarneo para hacerles la guerra, dado que la ciudad estaba bien dotada de defensas naturales. Durante la tiranía de Hermias (c. 355 a. C.), Quíos aún mantenía algunos intereses en ella.
La composición étnica de los aterneites no ha podido ser determinada con certeza. Cuando los quiotas entregaron a Ciro II al lidio Pactias a cambio de Atarneo, puede que la habitara población no griega, de la que se desconoce si fue expulsada por los colonos quiotas. Himerio sugiere que el proceso de helenización no había concluido en tiempos de Aristóteles. El autor bitinio denomina a Atarneo πόλις Μνσῶν, pero no indica por qué la llamaba así.

## Arqueología
El yacimiento arqueológico fue localizado en Kale Tepe, que cuenta con sustanciales restos de edificios del siglo IV a. C. y una sección larga de la muralla defensiva, del siglo V o IV a. C. Dicha defensa amurallada es mencionada por Jenofonte. También por Aristóteles, que relata, como el ateniense, los asedios a que fue sometida Atarneo en 398 a. C. y c. 350 a. C. respectivamente.
En torno al siglo IV a. C. se comenzó a acuñar monedas de plata y de bronce, con la leyenda ΑΤΑ o ΑΤΑΡ.